# Rudniki (Wołomin)
Pour les articles homonymes, voir Rudniki.

Rudniki (prononciation : [rudˈniki]) est un village polonais de la gmina de Tłuszcz dans le powiat de Wołomin de la voïvodie de Mazovie dans le centre-est de la Pologne.
Il est situé à environ 6 kilomètres au sud-est de Tłuszcz (siège de la gmina), 20 kilomètres à l'est de Wołomin (siège du powiat), et 41 kilomètres au nord-est de Varsovie (capitale de la Pologne).
Le village possède une population de 150 habitants en 2008.

## Histoire
De 1975 à 1998, le village appartenait administrativement à la voïvodie d'Ostrołęka.